# Lukar Jam Atsok
Lukar Jam Atsok, (né le 3 février 1969 à Sangak, Shinghai, comté de Tsolho), en Amdo. 

## Biographie
Les autorités chinoises l'ont arrêté en mars 1993, en même temps que ses amis Tsegön Gyal et Namloyak,, à son retour au Tibet après avoir étudié pendant un an en Inde dans une école tibétaine en exil. Ne pouvant mener une vie normale en raison d'un harcèlement constant, il avait décidé de fuir le Tibet, mais avait été arrêté sur son chemin vers l'exil au comté de Dhingri, préfecture de Shigatsé. Après plus d'un an de détention à la prison de Shigatse Nyari et de Seitru dans la région autonome du Tibet, la Cour populaire intermédiaire de Tsolo l'a condamné le 28 juillet 1994 à 18 ans de prison, avec comme accusations « contre révolutionnaire », « activités séparatistes » et d'être l'animateur de « crimes contre révolutionnaires ». Il a ensuite été détenu à Terlengkha au centre de détention du Bureau de sécurité publique. Torturé durant sa détention, il a été libéré le 28 avril 1995 relative pour raison médicale après qu'il soit tombé gravement malade et ne pesant plus que 30 kg.
Il quitta le Tibet après avoir récupéré de sa maladie et est arrivé à Dharamsala en Inde, le 17 novembre 1997. Il a travaillé dans l'aile de recherche et d'analyse du Ministère de la sécurité de l'Administration centrale tibétaine du 14e dalaï-lama jusqu'en 5 mars 2005. Il est ensuite devenu président de Gu-Chu-Sum Mouvement du Tibet, une organisation dédiée au bien-être des anciens prisonniers politiques à Dharamsala, en Inde. Il est aussi un écrivain et un poète.
Favorable à l'indépendance du Tibet, il est candidat à l'élection du Premier ministre tibétain de 2016 et reçoit l'investiture du Congrès National Tibétain, un parti politique tibétain prônant l'indépendance du Tibet. Lukar Jam Atsok est éliminé dès le premier tour de l'élection. Il était opposé à deux autres candidats Panpa Tsering et Lobsang Sangay qui est élu.